# Тиберон (Калифорнија)
Тиберон (енгл. Tiburon) град је у америчкој савезној држави Калифорнија. По попису становништва из 2010. у њему је живело 8.962 становника.

## Демографија
Према попису становништва из 2010. у граду је живело 8.962 становника, што је 296 (3,4%) становника више него 2000. године.
| Група             | 2000.         | 2010.         |
| Белци             | 7.656 (88,3%) | 7.605 (84,9%) |
| Афроамериканци    | 75 (0,9%)     | 83 (0,9%)     |
| Азијати           | 383 (4,4%)    | 505 (5,6%)    |
| Хиспаноамериканци | 317 (3,7%)    | 410 (4,6%)    |
| Укупно            | 8.666         | 8.962         |